# Patricia McGerr
Œuvres principales
- Pariez sur la victime (1947)
- Bonnes à tuer (1950)

Patricia McGerr, née à Falls City dans le Nebraska le 26 décembre 1917 et morte à Bethesda dans le Maryland le 11 mai 1985, est un écrivain américain de roman policier.

## Biographie
Patricia McGerr passe son enfance à Lincoln au Nebraska. C'est dans sa ville natale, à l'Université du Nebraska à Lincoln qu'elle obtient un baccalauréat avant de s'inscrire à l'Université Columbia de New York où elle décroche une maîtrise en journalisme.  De 1937 à 1943, elle est directrice de relations publiques à Washington, une expérience qu'elle mettra à profit plus tard dans les récits d'espionnage de Selena Mead, son héroïne récurrente.  Elle travaille de 1943 à 1948 comme rédactrice d'un magazine new yorkais.  Elle se consacre ensuite à l'écriture et pratique dans ses temps libres la navigation au long cours et le pilotage d'avion.
Elle amorce sa carrière littéraire, un peu par hasard, en participant à un concours. Elle n'a alors jamais lu de romans policiers et en connaît la structure surtout par le cinéma. En rédigeant son ouvrage, elle se désintéresse du coupable, qui ne lui semble être aucun de ses personnages, puisqu'elle les voit tous comme de possibles victimes.  C'est ainsi qu'elle inverse la formule courante du whodunit classique avec Pariez sur la victime (1947), texte qui rencontre un succès immédiat.  Les romans suivants observent un peu la même formule, lui apportant toutefois d'habiles variantes. Il s'agit souvent d'énigmes où la victime reste inconnue par un jeu habile de pistes brouillées. Ainsi, dans Ta tante a tué (1948), l'héroïne reçoit une lettre lui révélant que sa tante a tué son époux : or, Sally Bowen a sept tantes, toutes mariées...  Dans son chef-d'œuvre, Bonnes à tuer (1951), le narrateur est un meurtrier qui cherche à se débarrasser de la femme de sa vie. Mais de qui s'agit-il ? Son ex-épouse, son épouse actuelle, sa maîtresse ou sa nouvelle fiancée ? Henri Decoin a adapté au cinéma ce roman sous le titre homonyme en 1954
Elle souhaitait que ses œuvres soient rééditées sous le nom de Patricia McGerr, s'étant fait imposer par ses éditeurs le prénom plus masculin de Pat pour cacher le fait qu'elle était une femme aux lecteurs masculins qui auraient pu associer la facture de ses romans à ceux d'Agatha Christie ou de Mignon G. Eberhart.
Elle est morte à Bethesda, ville de la banlieue de Washington.

## Œuvre

### Romans

#### SérieSelena Mead
- Is There a Traitor in the House? (1965) Publié en français sous le titre On demande : un traître, Paris, Série noire no 1270, 1969
- Legacy of Danger (1970), roman composé à partir de 15 nouvelles précédemment publiées Publié en français sous le titre Atout risque, Paris, Presses de la Cité, coll. Espiorama no 30, 1972 ; réédition, Paris, Presses de la Cité, coll. Punch no 89, 1977

#### Autres romans policiers
- Pick Your Victim (1947) Publié en français sous le titre Pariez sur la victime, Paris, Eurédif, coll. Littérature policière, 1979 ; réédition, Paris, Eurédif, Playboy Policiers no 10, 1984
- The Seven Deadly Sisters (1948) Publié en français sous le titre Ta tante a tué, Paris, Athénée/Le Portulan, coll. Mauvaise Chance no 35, 1949 ; réédition, Paris, Opta, coll. Littérature policière, 1975 ; réédition, Paris, Librairie des Champs-Élysées, Le Masque no 1903, 1987
- Catch Me if You Can (1949)
- Save the Witness (1950) Publié en français sous le titre Sauvez le témoin, Paris, Éditions des Loisirs, Le Yard no 56, 1953
- Follow As the Night ou Your Loving Victim (R.-U.) (1951), version revue et améliorée de roman Save the Witness publié l'année précédente Publié en français sous le titre Bonnes à tuer, trad. Maurice-Bernard Endrèbe, Lausanne, Ditis, coll. Détective-club Suisse no 71, 1951 ; réédition, Paris, Ditis, coll. Détective-club no 40, 1951 ; réédition, Paris, Ditis, coll. La Chouette no 12, 1955 ; réédition, Paris, J'ai lu policier no 19, 1964 ; réédition, Paris, J'ai lu no 527, 1974
- Death in a Million Living Rooms ou Die Laughing (R.-U.) (1952) Publié en français sous le titre Un million de témoins, Lausanne, Ditis, coll. Détective-club Suisse no 83, 1952 ; réédition, Paris, Ditis, coll. Détective-club no 52, 1952
- Fatal in My Fashion (1955) Publié en français sous le titre Cousu de fil rouge, Lausanne, Ditis, coll. Détective-club Suisse no 109, 1954 ; réédition, Paris, Ditis, coll. Détective-club no 88, 1954
- Murder is Absurd (1967) Publié en français sous le titre Un faubourg d'Elseneur, Paris, Chistian Bourgois, coll. P.J., 1971 ; réédition, Paris, J'ai lu no 1446, 1983
- Stranger with My Face (1970)
- For Richer For Poorer Till Death (1971) Publié en français sous le titre Le Deuil blanc, Paris, Presses de la Cité, coll. Littérature policière no 8, 1983
- Daughter of Darkness (1974)
- Dangerous Landing (1975)

#### Autres romans
- Martha, Martha: A Biblical Novel (1960)
- My Brothers, Remeber Monica: A Novel of the Mother of Augustine (1964)

### Nouvelles

#### Nouvelles de la sérieSelena Mead
- The King Will Die Tonight (1963)
- Legacy of Danger (1963), cette nouvelle et 14 autres de la série ont été refondues pour le roman homonyme publié en 1970
- “Question, Mr. President” (1963)
- Holiday for a Lady Spy (1964)
- Gift for the First Lady (1964)
- View by Moonlight (1964)
- Campaign Fever (1964)
- Selena in Atlantic City (1964)
- Selena Robs in the White House (1964)
- Selena in the City (1964)
- Latin Lessons (1964)
- Murder in Red (1964)
- Fox Hunt for Selena (1964)
- Ladies Without a Past (1965)
- Fellow Traveler (1965)
- Ballad for a Spy (1965)
- Selena's Black Sheep (1965)
- The Palace Spy (1966)
- Match Point in Berlin (1968), Premier Prix du Special Mystery Writers of America Contest
- Hide-and-Seek - Russian Style (1976)
- The Writing on the Wall (1978)

#### Autres nouvelles
- Johnny Lingo's Eight Cow Wife (1962) - nouvelle sur laquelle est basée le film Johnny Lingo.
- Murder to the Twist (1962) Publié en français sous le titre Meurtre en twist, Paris, Opta, Mystère Magazine no 181, février 1963
- Justice Has a High Price (1962) Publié en français sous le titre Justice est faite, Paris, Opta, Mystère Magazine no 187, août 1963 ; réédition dans 30 recettes pour crimes parfaits, Nantes, L'Atalante, coll. Bibliothèque de l'évasion, 1998
- The Washington D.C. Murders (1963) Publié en français sous le titre Les Meurtres de Washington, Paris, Opta, Mystère Magazine no 211, août 1965
- Easy Conquest (1964)
- The Secret of Carthage (1964)
- Truth or Consequences (1965)
- Good Loser (1965)
- Prophet Without Honor (1965)
- A Time to Die (1966)
- Match Point in Berlin (1968)
- Somebody's Telling the Truth ou This One's a Beauty (1971)
- The Last Check (1972)
- Winner Takes All (1972) Publié en français sous le titre Le vainqueur rafle tout, Paris, Opta, Mystère Magazine no 302, avril 1973
- Nothing but the Truth (1973) Publié en français sous le titre Rien que la vérité, Paris, Opta, Mystère Magazine no 308, octobre 1973
- A Choice of Murders (1974) Publié en français sous le titre Quel meurtre choisir ?, Paris, Opta, Mystère Magazine no 321, novembre 1975
- In the Clear (1978)
- Chain of Terror (1979)
- Every Little Bit Helps (1981)
- A Date in Helsinki (1982)
- Caribbean Clues (1984)
- Fatal Corner (1984)

## Adaptation
- 1954 : Bonnes à tuer, adaptation du roman éponyme réalisé par Henri Decoin

## Prix
- Grand prix de littérature policière 1952 pour Bonnes à tuer[1]

## Sources
- Jacques Baudou et Jean-Jacques Schleret, Les Métamorphoses de la chouette : Détective-club, Paris, Futuropolis, 1986, 191 p. (ISBN 978-2-737-65488-6), p. 104-106.
- Claude Mesplède (dir.), Dictionnaire des littératures policières, vol. 2 : J - Z, Nantes, Joseph K, coll. « Temps noir », 2007, 1086 p. (ISBN 978-2-910-68645-1, OCLC 315873361), p. 261-262.